# Pô de Goro
Le Pô de Goro  est un des bras du Pô, situé sur le delta qui termine, côté Est, la plaine du Pô en Italie du Nord.

## Géographie
Le Pô de Goro  constitue la première et la plus étendue des dérivations du fleuve Pô qui, avec les autres, forme son delta actuel.

Il se détache de la partie gauche du fleuve principal au niveau du hameau de Santa Maria in Punta, commune de Ariano nel Polesine et débouche dans la mer Adriatique, après un parcours d’environ 45 km, à proximité de Gorino Ferrarese.
Son cours constitue la partie la plus orientale des confins entre la Vénétie et la région d’Émilie-Romagne et, plus spécialement, entre la province de Rovigo et celle de Ferrare. Il est délimité, au sud, par l'Ile de Ariano qui comprend les territoires communaux de Ariano nel Polesine, Corbola et Taglio di Po.

## Histoire
Déjà à l’époque romaine, son hydrographie subit une variation : Pline l’Ancien ne cite plus le Pô d'Adria parce que l’Adige avait subi une rupture et avait conflué dans la Filistina et les deux autres canaux, appelés Fossone et Carbonaria. 
En 1152, la Rupture de Ficarolo bouleverse la morphologie du territoire, déterminant entre autres la séparation de Berra du territoire Vénète, la séparation  de Corbola d’Adria, créant le bras du Pô de Tramontana et du Pô de Ariano, avec modification du lit du Pô de Goro (bras principal jusqu’au XIIIe siècle).
Le Pô de Goro dévia et donna origine au Po de l'Abate dans la localité de Massenzatica ; bras fermé en 1568 par le duc Alphonse II d'Este.
Le progressif ensablement du Pô de Primaro et du Pô de Volano à l’époque médiévale, fera du Pô de Goro le bras le plus important du Pô, même au point de vue de la navigation interne. Ce bras navigable permettait la liaison fluviale des marchandises depuis la mer vers l’intérieur du pays, pour les villes importantes de la plaine du Pô comme Ferrare, Bologne, Milan et leur région ; trafic qui privait la république de Venise d’un immense revenu financier (droits portuaires et droits de passage).
La partie en aval de Mesola et de Rivà (hameau de Ariano nel Polesine), sur à peu près la moitié de sa longueur, s’est formée dès 1604 à cause du Taglio di Porto Viro, œuvre de la république de Venise.

## Débit
Du point de vue hydrologique, ce bras déverse en mer environ 12 % du débit total du fleuve Pô, en fonction des variations climatiques.

## Note
- Extraits du wikipédia italien Po di Goro le 13/02/2011

1. ↑  Naturalis Historia, III

## Source de traduction
- (it) Cet article est partiellement ou en totalité issu de l’article de Wikipédia en italien intitulé « Po di Goro » (voir la liste des auteurs) dans sa version du 17 octobre 2010.